# Língua omurano
Omurano é uma língua isolada já extinta do Peru, falada pelos nativos Maina, sendo também conhecida como Humurana, Roamaina, Numurana, Umurano, e Mayna. 
Tovar (1961) relacionou o Omurano à língua taushiro e mais tarde o taushiro com a língua candoshi. Terrence Kaufman (1994) achou razoáveis essas ligações e chegou a propor uma família linguística Kandoshi–Omurano–Taushiro. Em 2007, classificou  Omurano e Taushiro (não candoshi) como línguas Peba–Yaguan  (Yawan) nas Macro-Andinas.

## Vocabulário
Alguns nomes de plantas e animais na língua omurano (Tessmann 1930, citado em O'Hagan 2011):
| Omurano         | Português             | Alemã (glosa original)     | Inglês                | Espanhol       |
| --------------- | --------------------- | -------------------------- | --------------------- | -------------- |
| máta            | galinha               | Huhn                       | hen                   | gallina        |
| maldží          | cachorro              | Hund                       | dog                   | perro          |
| árĕ             | onça                  | Jaguar                     | jaguar                | tigre          |
| lautṓma         | anta                  | Tapir                      | tapir                 | sachavaca      |
| apan            | jacaré                | Kaiman                     | caiman                | caimán         |
| mā́ma            | peixe                 | Fisch                      | fish                  | pez/pescado    |
| -               | macaco                | Affe allg.                 | monkey                | mono           |
| báwani ðnán     | macaco-prego (claro)  | Heller Kapuzineraffe       | light capuchin monkey |                |
| báwani mien     | macaco-prego-preto    | Dunkler Kapuzineraffe      | dark capuchin monkey  |                |
| wimā́li          | macaco-de-cheiro      | Saimiri (frailecito)       | fraile                | fraile         |
| imáṛiawue       | bugio                 | Brüllaffe                  | howler monkey         | coto           |
| ðṓnŭ̠            | macaco-barrigudo      | Wollaffe (choro)           | wooly monkey          | choro          |
| bā́bani          | coatá                 | Spinnenaffe                | spider monkey         | maquizapa      |
| náamii          | macaco-da-noite       | Nachtaffe (musmuqui)       | musmuqui              | musmuqui       |
| tsḗ̠idzŏ̠         | morcego               | Fledermaus                 | bat                   | murciélago     |
| aṛeṛawi̇̄n        | onça-parda            | Puma                       | puma                  | puma           |
| árĕ̠ ðolowĕ      | maracajá, jaguatirica | Tigerkatze (tigrillo)      | tigrillo              | tigrillo       |
| napapai malatši | cachorro-do-mato      | Buschhund                  |                       |                |
| ābádn           | quati                 | Nasenbär (achuni)          | coati mundi           | achuni         |
| aárenı̇̆          | lontra                | Otter                      |                       |                |
| táwi            | boto                  | Delphin (bufeo)            | river dolphin         | bufeo          |
| báala           | peixe-boi             | Seekuh                     | manatee               | vaca marina    |
| aa ðamáli       | veado                 | Reh                        | deer                  | venado         |
| a͜án             | queixada              | Weißbartpekari             | white-lipped peccary  | huangana       |
| kjı̇̄́an           | caititu               | Halsbandpekari             | collared peccary      | sajino         |
| aáṛatĕ          | capivara              | Wasserschwein (ronzoco)    | capybara              | ronzoco        |
| pṓ̠lē̠mă          | cutia                 | Aguti                      | agouti                | añuje          |
| yapṓ            | paca                  | Paka (majás)               | spotted paca          | majás          |
| nā́paya          | tamanduá-bandeira     | Gr. Ameisenbär             | giant anteater        | oso hormiguero |
| ðŏḗ̠wḗ̠           | bicho-preguiça        | Faultier                   | sloth                 | pelejo         |
| apá̠tsĕ          | tatu                  | Kl. Gürteltier (carachupa) | armadillo             | carachupa      |
| máta            | galo                  | Hahn                       | rooster               | gallo          |
| matárawĕ        | galinha               | Huhn                       | hen                   | gallina        |
| áwŏ             | araracanga            | Ara macao                  |                       |                |
| bē̠ṓli           | arara-vermelha        | Ara chloroptera            |                       |                |
| paiða           | arara-canindé         | Ararauna                   |                       |                |
| tı̇̄ʼwě́           | papagaio              | Papagei                    |                       |                |
| tatn̄́la          | mutum                 | Hokko                      | wattled currasow      | paujil         |
| napı̇̄́tšo         | jacutinga             | Penelope jacutinga         |                       | pava           |
| paitsḗ          | pirarucu              | Arapaima (paiche L.)       | arapaima              | paiche         |
| toṛomā́ma        | jaú                   | Riesenwels (súngaro)       | giant catfish         | zúngaro        |
| bā́umi           | jabuti                | Landschildkröte            | tortoise              | motelo         |
| tšaṛápa         | tracajá               | Floßschildkröte            | charapa               | charapa        |
| ṛóma            | cobra                 | Schlange                   | snake                 | víbora         |
| bá̠a̯u            | sucuri                | Eunectes (boa)             | boa                   | boa            |
| ı̇̄ntsĕ           | vespa                 | Wespe                      | wasp                  | avispa         |
| iðū́nǎ́           | bicho-de-pé           | Milbe (isangüe)            | isango                | isango         |
| sanjǎ́           | mosquito              | Mücke                      | mosquito              | zancudo        |
| lai̯džidžima     | tocandira             | Dinoponerameise (isula)    | isula                 | isula          |
| ðō̠obḗbi         | sauim                 | Löwenäffchen (pichico)     | black-mantled tamarin | pichico        |
| pó͜on            | jia                   | Leptodactylusfrosch        |                       |                |
| waā́la           | vaca                  | Kuh                        | cow                   | vaca           |
| áawuei          | aranha                | Spinne, bissig             | spider                | araña          |
| n̄njúna          | mandioca              | Maniok                     | manioc                | yuca           |
| aítšia          | milho                 | Mais                       | maize                 | maíz           |
| oā́n             | tabaco                | Tabak                      | tobacco               | tabaco         |
| á͜a              | árvore                | Baum                       | tree                  | palo           |

## Comparações lexicais
Alguns paralelos lexicais entre o Omurano e o Urarina (Jolkesky 2016):
| Português       | Omurano       | Urarina           |
| --------------- | ------------- | ----------------- |
| fogo/madeira    | injo ‘fogo’   | enɨa ‘madeira’    |
| porco           | ʧaːne         | ɽaana             |
| sangue/vermelho | lana ‘sangue’ | lanaha ‘vermelho’ |
| veado           | alaːmare      | ɽemae ‘canídeo’   |
| onça            | arerawin      | ɨɽeɽej            |

Alguns paralelos lexicais entre o Omurano e o Leco (Jolkesky 2016):
| Português      | Omurano         | Leco                |
| -------------- | --------------- | ------------------- |
| água           | towa            | dowa                |
| aranha         | aawuei          | henwai              |
| árvore/madeira | ameta ‘madeira’ | bat ‘árvore’        |
| barriga        | θawuapa         | wahpoa/waqpoa       |
| casa           | ana             | won                 |
| chácara        | ðiʤe            | iʧ                  |
| homem/rapaz    | rawana ‘rapaz’  | lawha/lawqa ‘homem’ |
| joelho         | -in-hapuna      | hapun               |
| muito          | oreʧ            | alee-               |
| onça/canídeo   | are ‘onça’      | lari ‘canídeo’      |
| paca           | japu            | jap                 |
| pedra          | tiokn           | taq                 |
| sol            | hena            | hena                |
| velho          | murkˀu          | buro                |

Alguns paralelos lexicais entre o Omurano e o Záparo (Jolkesky 2016):
| Português | Omurano | Záparo           |
| --------- | ------- | ---------------- |
| chuva     | aðn     | aási             |
| gente     | tabitn  | táwɨ             |
| praia     | kia     | ŋaakia, ŋaakiowa |
| onça      | are     | sare             |